# Hemimorina curvata
Hemimorina curvata là một loài bướm đêm trong họ Geometridae.